# Elvira Fortunato
Elvira Maria Correia Fortunato (Almada, 22 de julio de 1964) es una física portuguesa.
En 1995, obtuvo su título de doctorado en Física y Materiales, y su agregación de certificado de enseñanza en Microelectrónica y optoelectrónica en 2005, por la Nueva Universidad de Lisboa. Elvira Fortunato trabaja en la Facultad de Ciencias y Tecnología de la Universidad Nueva de Lisboa como investigadora y profesora.
El equipo de investigación del Centro de Investigaciones de Materiales (Cenimat) en la Universidade Nova de Lisboa es liderado por Elvira Fortunato y Rodrigo Martins, que se distinguió por el descubrimiento del transistor de papel siliconado amorfo.

## Algunas publicaciones
- Martins, Rodrigo; Fortunato, Elvira; Barquimha, Pedro; Pereira, Luis (2012). Transparent Oxide Electronics: From Materials to Devices (en inglés) (2.ª edición). Sussex: John Wiley & Sons. ISBN 9781119967743.
- Fortunato, Elvira (2011). «Low-Temperature-Processed Thin-Film Transistors». Materials Research Society Symposium Proceedings (en inglés). ISBN 9781618395023.
- — (2011). Ultrasound-assisted Synthesis and Processing of Carbon Materials (en inglés). Urbana, Il.: University of Illinois. OCLC 774894302.
- —— (2008).  European Materials Research Society, ed. Advances in Transparent Electronics from Materials to Devices II (en inglés). Wiley-VCH. OCLC 500354387.

### Como editora
- Fortunato, Elvira (2006). Proceedings of Symposium R on Advances in Transparent Electronics: From Materials to Devices : EMRS 2006 Conference (en inglés). Elsevier. OCLC 500315244.

## Honores
- Desde 2011: coeditora de Europhysics Letters

- Desde 2006: editora asociada de Rapid Research Letters Physica Status Solidi (Wiley)

### Galardones
- Gran oficial de la Orden del Infante Don Enrique.
- 2009: Doctor honoris causa por la Universidad de Galati, Rumania
- 2009: Premio Seeds of Science, de ingeniería y tecnología.[2]
- Profesional del año 2008, otorgado por la Fundación Rotaria[6]
- Primer premio en el área de ingeniería asignado por la Agencia Ejecutiva del Consejo Europeo de Investigación (ERC).[2]
- Premio de Investigación Ciudad de Almada[7]
- 2007: Medalla de Oro (ciudadana honoraria) del Municipio de Almada